# ری میستریو
اسکار گوتیئرز (به اسپانیایی: Óscar Gutiérrez) (زادهٔ ۱۱ دسامبر ۱۹۷۴) معروف به ری مستریو، کشتی کج‌کار حرفه‌ای آمریکایی است. او درحال حاضر با کمپانی دبلیودبلیوئی قرارداد دارد. ری میستریو تمرینات خود را زیر نظر عمویش ری مستریو ارشد سینیور که او نیز کشتی کج‌کار بود در مکزیک آغاز کرد.

## زندگی‌نامه
او کشتی کج حرفه‌ای را در چند لیگ سطح پایین‌تر و سپس مکزیک و ژاپن در سال ۱۹۸۹ شروع کرد. در این مدت او توانست عنوان‌های سبک‌وزن HHW، عنوان اصلی لیگ MNW (مکزیک)، عنوان تگ تیم WWA، سبک‌وزن WWA سه بار، عنوان اصلی بیگ را از آن خود کند. سپس به لیگ ECW رفت و بعد از فعالیت در آن جا سرانجام در سال ۱۹۹۶ به یکی از دو لیگ بزرگ در آن زمان یعنی WCW راه پیدا کرد. در ابتدای کارش در ۱۶ ژوئن اولین حضورش را در گریت بش انجام داد و در مقابل دین مالنکو شکست خورد و نتوانست عنوان سبک‌وزن را از آن خود کند؛ ولی در ۸ ژوئیه با شکست دین مالنکو درماندی نایترو توانست برای اولین بار در WCW عنوان سبک‌وزن را از آن خود کند. ۲۷ اکتبر دین مالنکو با شکست دادن ری مستریو عنوان را پس گرفت. ۲۸ مارس ۱۹۹۹ (۸ فروردین ۱۳۷۸) درماندی نایترو ری میستریو به همراه بیلی کیدمن با شکست کریس بنوا و دین مالنکو توانستند که عنوان تگ تیم را به دست بگیرند و در ۹ مه (۱۹ اردیبهشت) به پری ساترن و ریون باختند. ۱۸ اکتبر (۲۶ مهر) درماندی نایترو ری میستریو به همراه کنان بار دیگر عنوان تگ تیم رو به دست آورد و در ۲۴ اکتبر (۲ آبان) به بوکرتی و استیوی باختند. ۱۴ اوت ۲۰۰۰ (۲۴ مرداد ۱۳۷۹) ری میستریو این بار به همراه یوونتود درماندی نایترو با شکست ومپایرو و گریت موتا بار دیگر عنوان تگ تیم را به دست آورد. ۲۶ مارس ۲۰۰۱ (۶ فروردین ۱۳۸۰) هم ری مستریو به همراه بیلی کید من با شکست کید رومئو و اسکیپر عنوان تگ تیم سبک‌وزن رو به دست آورد. بعد از منحل شدن WCW ری میستریو به WWF و به اسمک داون آمد.
۱۰ اکتبر ۲۰۰۲ (۱۸ مهر ۱۳۸۱) اولین قهرمانی ری مستریو در دبلیودبلیوئی WWE بود. او به همراه اج با شکست براک لزنر و تجیری قهرمان تگ تیم اسمکداون شد؛ ولی در نو مرسی ۲۰۰۲ آهن‌ها را از بنوا و انگل باختند؛ ولی در ۷ نوامبر توانستند انتقام بگیرن و بار دیگر قهرمانی را بردند؛ ولی باز هم در سوروایور سریز ۲۰۰۲ در یک مسابقهٔ سه تیمه در مقابل ادی و چاوو، انگل و بنوا عنوان رو به گرروها باختند. ۵ ژوئن ۲۰۰۳ (۱۵ خرداد ۱۳۸۲) ری میستریو با شکست مت هاردی توانست عنوان سبک‌وزن را ببرد؛ ولی مدتی بعد سپتامبر تجیری عنوان رو از ری مستریو برد. در اولین مسابقهٔ دبلیودبلیوئی WWE در ۱ ژانویه ۲۰۰۴ (۱۱ دی ۱۳۸۲) ری مستریو با شکست تجیری بار دیگر قهرمان سبک‌وزن شد. در نو وی اوت تاریخ ۱۵ فوریه ۲۰۰۴ چاوو گررو با کمک پدرش توانست قهرمانی را از ری مستریو بگیرد در اصل اختلاف آن‌ها سر ادی بود، چاوو با ادی بد بود و ادی رو زده بود، ری هم عصبانی شد و چاوو رو زد و درگیری به نو وی اوت رسید. ری همیشه ادی رو دوست داشت. در رستل منیا ۲۰ تاریخ ۱۴ مارس ری مستریو با شکست چاوو بار دیگر قهرمان سبک‌وزن شد. در ۲۹ مارس در اسمکداون اسایک دادلی با کمک دادلی‌ها قهرمانی را از ری مستریو گرفت. تاریخ ۹ دسامبر ۲۰۰۴ ری مستریو و راب ون دم با شکست تجیری و رنه دوپره توانستند قهرمان تگ تیم بشوند؛ ولی در ۱۳ ژانویه برادران باشام با شکست ری مستریو و راب ون دم در یک مسابقهٔ چهار تیمه که ادی و بوکرتی و لوترو مارک جیندراک هم بودند قهرمانی را از ری مستریو و راب ون دم گرفتند؛ ولی در نو وی اوت ادی و ری مستریو با هم تگ تیم شدند و توانستند قهرمانی را ببرند؛ ولی در کارلیتو کابانا تاریخ ۱۴ آوریل ری مستریو که مهمان کارلیتو بود MNM آمدند و ری مستریو را زدند؛ ولی ادی به کمک ری مستریو نیامده بود و از ری مستریو عذر خواهی کرد و گفت که من در استادیوم نبودم. یه سری مشکلاتی هم این وسط پیش‌آمد که کمی بین ری مستریو و ادی اختلاف پیش‌آمد. سر انجام MNM با تقلب ملینا و شکست ری و ادی در اسمکداون تاریخ تاریخ ۲۱ آوریل قهرمانی را از آهن‌ها گرفتند. بعد از بازی ادی آمد و ری مستریو را کتک زد چون ری مستریو پین فال شده بود؛ ولی آن‌ها هفتهٔ بعد خواستند که دوباره قهرمانی را ببرند؛ ولی باز هم ملینا تقلب کرد و آن‌ها دوباره باختند. باز هم ری مستریو از ادی کتک خورد و سرانجام اختلاف‌های ادی و ری میستریو آغاز شد و تا ماه‌ها ادامه داشت. در رسلمنیا ۲۱ ری مستریو توانست ادی را ببرد. سپس ادی بی خیال ری میستریو شد. با این حال وقتی ادی مرد، ری میستریو کسی بود که از همه بیشتر برای او اشک ریخت. هنوز هم ری با بازو بند یا تی شرت ادی می‌آمد و حتی پیش‌آمد که چند بار برای ورود ری میستریو آهنگ ادی رو زدن یا ادی برای پیروز از فراگ اسپلش ادی استفاده کرد یا ادای ادی را درمی‌آورد. در رویال رامبل سال ۲۰۰۶ ری مستریو به عنوان نفر دوم وارد شد و توانست مسابقه را ببرد و تا حال بیشترین رکورد را بزند و بتواند یک قهرمانی رو برای رسلمنیا ۲۲ انتخاب کند. ری میستریو حتی پیروزی خودش را هم به ادی تقدیم کرد؛ ولی هفتهٔ بعد رندی اورتن که نفر ۳۰ وارد شده بود و آخرین نفر توسط ری میستریو بیرون افتاد آمد و در مورد ادی حرف زد و ادی رو مسخره کرد. ری میستریو هم عصبانی شد و او را زد. سرانجام کار ان‌ها به نو وی اوت کشید و قرار شد برنده بازی قهرمانی رسل منیا را ببرد. در آن بازی رندی هم با تقلب توانست کار ری مستریو را تمام کند. بزرگ‌ترین افتخار او هم گرفتن کمربند سنگین‌وزن جهان در سال ۲۰۰۶ از کرت انگل بود. سپس در رسلمنیا ۲۲ ری مستریو توانست قهرمان جدید کمربند سنگین‌وزن جهان شود. در جاجمنت دی هم JBL را با فراگ اسپلش حرکت نهایی ادی بازی را برد. ری در ECW هم با سابو بازی کرد که آن بازی ناتمام باقی ماند.

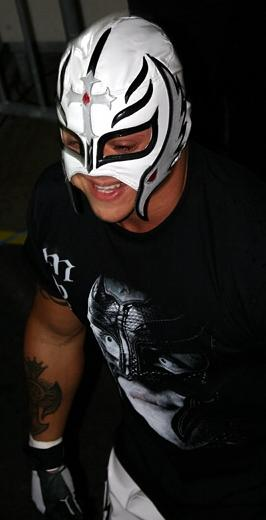

ری در رسلمنیا ۲۵ مسابقه‌ای با جی بی ال داشت که ری مستریو در آن مسابقه موفق به شکست او و قهرمان جدید کمربند بین قاره‌ای شد. بعد از مدتی استوری لاین با سی ام پانک داشت و در چند نمایش‌های هفتگی و پی پر ویو با هم بازی کردند که نهایتاً" برنده اصلی ری مستریو بود و تراشیدن موهای سی ام پانک. سپس در پی پر ویو فیتال فور وی توانست قهرمان جدید کمربند سنگین وزن جهان شود که پس از مدتی سر کمربند از کین شکست خورد. در مدتی بعد ری استوری لاین خود را با کودی رودز آغز کرد که دلیل آن مصدویت رودز توسط مستریو بود که بعد از چند روز کودی موفق به شکست ری در پی پر ویو رسلمنیا ۲۷ شد اما بعدها در پی پر ویو اکستریم رولز ۲۰۱۱ ری مستریو تلافی کرد و توانست او را شکست دهد. در حال حاضر او در برند راء فعالیت می‌کند و با آرتروث و آلبرتو دلریو رابطهٔ خوبی ندارد در پی پر ویو مانی این د بنک جان سینا کمربندش را از سی ام پانک و به همراه او از کمپانی خداحافظی کردند اما در ۱۸ ژوئیه در در راء رئیس جدید کمپانی تریپل اچ شد و سینا را برگرداند و کمربند دبلیودبلیوئی WWE قهرمانی نداشت سپس تورنمتی گذاشتند که برندگان به فینا راه پیدا خواهند کرد که در فینال ای مسابقات ری مستریو و د میز افتاندند که در هفتهٔ بعد باید بر سر کمربند دبلیودبلیوئی WWE مسابقه می‌دادند در هفتهٔ بعد از راء یعنی ۲۵ ژوئیه ۲۰۱۱ سالگرد حضور ری مستریو به مدت ۹ سال در دبلیودبلیوئی WWE بود که در آن شب توانست میز را شکست دهد و برای اولین بار قهرمان کمربند دبلیودبلیوئی WWE شود، اما هنوز یک روز نگذشته تریپل اچ مسابقه‌ای بین ری مستریو و جان سینا سر کمربند در همان شب برگزار کرد این دو بعد از ۸ سال با هم مسابقه دادند اما چون ری کمی خسته بود از سینا باخت و کمربندش را در کمتر از ۲ساعت از دست داد باید دید که آیا این دو دوست صمیمی یک ریمچ بر سر کمربند مسابقه خواهند داد یا استوری لاین ری با سوپراستاران دیگر خواهد بود، در حال حاضر ری مستریو در کل ۳ بار قهرمان جهان شده است بعد از چند هفته که دلریو با کش کردن مانی این د بنک خود قهرمان جدید کمربند دبلیودبلیوئی WWE شد در راء با ری سر این کمربند مسابقه داد اما ری این شانس را از دست داد بعد از این مسابقه دلریو کراس آرم بریکر را برای چند دقیقه روی او اجرا کرد و به همین دلیل فعلآ" در حال حاضر ری مصدوم است و حدوداً" به مدت ۶ یا ۸ ماه طول می‌کشد و به احتمال زیاد در پی پر ویو رسلمنیا ۲۸ برخواهد گشت.
خبرها از این قرار است که وی دو عمل جراحی بر روی یکی از پاهای خود انجام داده است و در حال حاضر دوران استراحت بعد از عمل را پشت سر می‌گذارد. وی در مصاحبه‌ای با یکی از خبرنگاران گفت که نگران من نباشید من به زودی برخواهم گشت. از وی دربارهٔ تاریخ برگشتش به دبلیودبلیوئی WWE پرسیده شد که وی در پاسخ گفت خودم هم نمی‌دانم ولی هوادرانم را بیش از این منتظر نخواهم گذاشت و سعی می‌کنم که در رسلمنیا ۲۸ برگردم.
اما متأسفانه وی در رسلمنیا ۲۸ هم بازنگشت یه تازگی سایت wweدر سایت خود گفته که قرار است به ژاپن برود و ری میستریو برای تبلیغ به آن جا خواهد رفت. ری بالاخره پس از انتظارها درماندی نایت را قبل Survior Series به عنوان یک سوپرایز به میادین بازگشت و در مسابقه تگ تیم ۶ نفره بین وایت فمیلی و شیلد در مقابل گروه اوسوس و سی ام پانک و دنیل برایان دخالت و قرار شد او در مسابقه Surivior Man در Survior Series شرکت کند که با وجود این که به عنوان آخرین نفر از شش نفر باقی ماند با اسپیر (فینیشر رومن رینز) حذف شد و نتوانست تیمش را برنده مسابقه کند. در تی ال سی هم او با د بیگ شو تیمی تشکیل دادند و برای کسب کمربندهای قهرمانی تگ تیم جهان که در دستان گلداست و کودی رودز بود تلاش کردند و در یک مسابقه چهارطرفه که تیم رایبک و کرتیس اکسل و تیم سزارو و جک سواگر هم در آن بودند شکست خوردند.
او در مسابقه رویال رامبل پی پر ویو رویال رامبل سال ۲۰۱۴ هم به عنوان نفر ۳۰ام وارد شد ولی توسط ست رولینز حذف شد. در رسلمنیا ۳۰ او در بتل رویال یادبود آندره د جاینت هم شرکت کرد و در آن هم ناموفق بود و توسط سزارو حذف شد. در شب بعد از رسلمنیا هم میستریو یک باخت در مقابل بد نیوز برت در راو داشت. پس از آن او تصمیم گرفت برای بهبود آسیب دیدگی مچ دستش مدتی را استراحت کند.
پس از این وقفه گفته شد که ری می‌خواهد از دبلیو دبلیو ای برود ولی خود کمپانی بدون اجازه او قراردادش را تمدید کرد.
سرانجام ری به تمامی شایعات پایان داد و به تازگی اعلام کرده در شو اسمکدان با باتیستا حضور پیدا خواهد کرد.
ری میستریو در رویال رامبل ۲۰۱۸ به عنوان نفر ۲۷ همه را شگفت زده کرد. او با زدن فینیشرش یعنی six one nine همه را به وجد آورد. او همچنین جزو پنج نفر پایانی نیز شد ولی توسط فین بلر حذف شد.
ری میستریو پس از رویال رامبل دچار مصدومیت شد و باعث شد تا رسلمنیا ۳۴ را از دست بدهد اما وی سرانجام در پی پر ویو کرون جول ۲۰۱۸ که در کشور عربستان بود حضور پیدا کرد و در رویال رامبل مچ ۵۰ نفره به عنوان نفر ۲۸ وارد شد و همه را شوکه کرد او همچنین در این رویداد در تورنمنت جهانی مشترک بین دو برند راو و اسمکدان بود حضور پیدا کرد ودر مسابقه نخست حود که در مرحله ۱/۴ نهایی بود حضور پیدا کرد و توانست رندی اورتن را شکست دهد اما او در مرحله نیمه نهایی مغلوب د میز شد و از تورنمنت کنار رفت.
همچنین ری در هزارمین قسمت شو اسمکدان نیز حضور پیدا کرد و به مصاف قهرمان کمربند یونایتد استیس یعنی شینسوکه ناکامورا قرارگرفت و پیروز شد تا در تورنمت حضور پیدا کند.
پس از درگیری با د میز وارد درگیری با رندی اورتن شد و در یکی از شوهای اسمکدان مقابل رندی قرار گرفت که در این بازی مغلوب شد رندی پس از پایان بازی ماسک ری میستریو را درآورد و در این مسابقه ری از ناحیه گردن دچار مصدومیت کوچکی شد.
پس از آن ری در تی ال سی(TLC) مقابل رندی قرار گرفت و توانست رندی را شکست دهد تا انتقام خود را از او بگیرد.
ری همچنین در رویال رامبل ۲۰۱۹ نیز حضور پیدا کرد و به عنوان نفر ۲۵ وارد شد و با رندی تیم شد تا کشتی گیران را حذف کنند نایا جکس کشتی‌گیر زن وارد رینگ شد و با تمامی کشتی گیران به خصوص رندی اورتن و ری میستریو درگیر شد اما نا موفق بود و ری میستریو به کمک رندی اورتن او را حذف کرد. اما بلا فاصله رندی از فرصت استفاده کرد و ری میستریو را از رینگ حذف کرد.
ری بعد از آن در شوهای اسمکدان حضور پیدا می کرداما سرانجام نامبروان کانتدری کمربند یونایتد استیس را دریافت کرد و در رویداد بزرگ رسلمنیا ۳۵ حریف ساموآجو قهرمان تایتل US شد
ری در این مسابقه شکست خورداما پس از آن او و ساموآجو به شو راو شیک آپ شدند و درگیریشان در آنجا ادامه پیدا کرد.
در رویداد دبگر به نام مانی این د بنک ری بازهم نامبروان کانتدری تایتل US را دریافت کرد و توانست با غلبه بر ساموآجو توانست گرند اسلم شود و تایتل را بدست آورد ری پس از ۱۵ روز به دلیل مصدومیت تایتلش را به ساموآجو واگذار کرد.
ری پس از دوری تقریباً ۳ ماهه به شوها برگشت و به مسابقاتش ادامه داد او در بتل رویال ۱۰ نفره نامبروان کانتدری کمربند یونیورسال قرار گرفت که علی‌رغم بازی خوبش شکست خورد پس از ۲ ماه حضور در شوها توانست در مچی ۵ نفره نامبروان کانتدری کمربند یونیورسال به میدان برود او توانست با پیروزی در این مسابقه در مین اونت راو هفته بعدش حریف ست رولینز سر کمربند یونیورسال شود.
راو هفته بعد فرا رسید و ری ابتدای شو صحبت‌هایی انجام داد که ناگهان براک لزنر وارد شد و به خشن‌ترین و وحشیانه‌ترین صورت ممکن به ری میستریو و پسرش (دامینیک میستریو) حمله کرد و مانع حضور ری برای مسابقه سر تایتل یونیورسال شد.
بنابراین شاهد استارت فیود (درگیری) با براک لزنر شدیم و ری در سروایور سریز ۲۰۱۹ سر تایتل WWE به میدان رفت که توانست بازی خوبی را ارائه دهد اما متأسفانه شکست خور. اما او فردای آن شب در راو حضور پیدا کرد و در مسابقه ای ۴ نفره بین درو مکینتایر، ریکوشی و رندی اورتن حضور پیدا کند و پیروز شود تا برای کمربند US به میدان برود ری میستریو در این مسابقه پیروز شد.
او در آن شب بر سر تایتل US به مصاف قهرمان این تایتل یعنی ای جی استایلز رفت و توانست در مسابقه ای زیبا و جذاب با کمک ناگهانی و غافلگیرانه رندی اورتن پیروز شود و برای دومین بار صاحب تابتل US شود
ری چندین باز از تایتلش دفاع کرد اما سرانجام در لایو اونتی به مصاف آندراده رفت و مغلوب شد
ری همچنین در رویال رامبل ۲۰۲۰ نیز حضور پیدا کرد و به عنوان نفر ۷ وارد رینگ شد و به همراه گروه نیودی با براک لزنر درگیر شد
اما پس از آن ری در شوهای راو حضور پیدا می گرد و تمامی مچ هارا برد اما کرونا بر دنیا غالب شد و ری میستریو دچار ابتلا به این ویروس شد و باعث شد که ری مسابقه در رویداد بزرگ رسلمنیا ۳۶ را از دست بدهد ری پس از بازگشت بادی مورفی را شکست داد و وارد مچ ۶ نفره چمدان مانی این د بنک شد اما در این مسابقه پیروز نشد
پس از آن ری و پسرش وارد درگیری با ست رولینز و بادی مروفی شدند و در رویدا اکستریم رولز ۲۰۲۰ در مسابقه ای چشم در مقابل چشم به مصاف ست رفت و شکست خورد اما درگیری ری با ست ادامه پیدا کرد و پای خانواده میستریو هم به این درگیری باز شد و پس از مدتی درگیری خانواده میستریو پیروز در فیود شدند و پس از آن شاهد ایجاد رابطه عاشقانه دختر ری میستریو (آلیاه) و بادی مورفی بودیم.
اکنون که ۴۷ سال دارم فک می‌کنم تا سه سال دیگر بازنشسته شوم البته این تصمیم قطعی نیست زیرا در پرو رسلینگ باید ببینی توان بدنت در چه حد است!
اکنون که به پسرم دامینیک نگاه می‌کنم میبینم تازه کریر خود را شروع کرده است و این به من احساس خوبی می‌دهد که این تصمیم را عقب‌تر بندازم!

## حرکات
- Super Huracanrana
- The Nutcracker Suite
- Springboard Diving Headbutt Drop
- Apron-Dive Bulldog Lariat
- Apron-Dive Huracanrana
- Armbar Stretch Hold
- Asai Moonsault

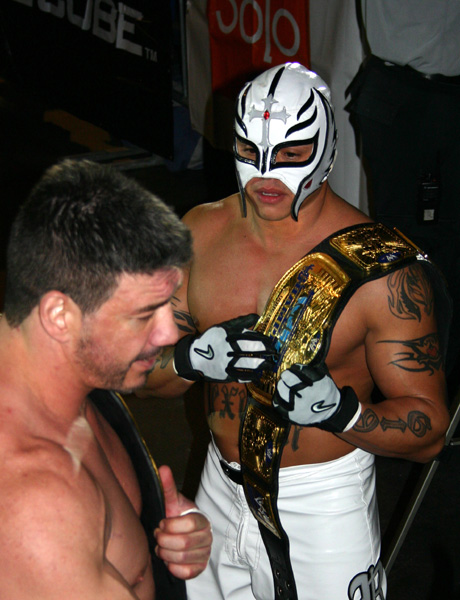
ری در حال صحبت با ادی گررو

- Baseball Slide Headscissors Takeover
- Bombs Away
- Bronco Buster
- Bulldog out of Bodyscissors
- Catapult Somersault Huracanrana Suicida
- Sitdown Gutwrench Powerbomb
- Dropping the Dime (Springboard Leg Drop)
- Hammerlock Stretch Hold
- Missile Dropkick
- The Misterio Express
- Split-Legged Moonsault Splash
- Tilt-a-Whirl Headscissors Takeove

## افتخارات
- یکبار کمربند دبلیودبلیوئی
- دو بار قهرمانی سنگین‌وزن جهان
- برنده رویال رامبل 2006
- Battle royal چهار بار

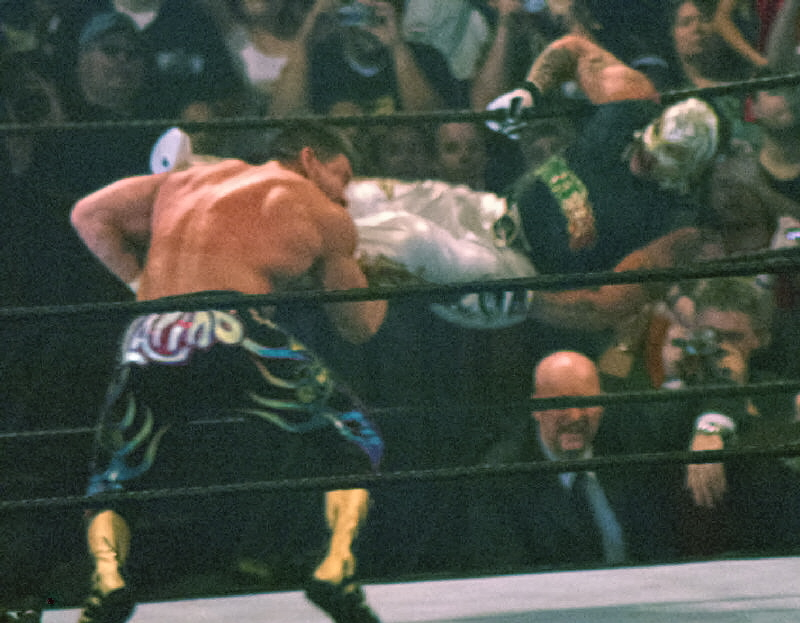
سیکس وان ناین

- Money in the Bank 2019 vs samoa jo
- قهرمانی سبک‌وزن ۳ بار
- WWE Tag Team Champion پنج بار با EDGE-RVD-EDDIE GUERRERO-BATISTA با و دایمنیک هر کدام یک بار
- WCW World Tag Team Champion سه بار با:Billy Kidman- Konnan-Juventud Guerrera با هرکدام یک بار
- WCW Cruiserweight Tag Team Champion یک بار با: Billy Kidman
- دو بار کمربند بین قاره‌ای دبلیودبلیوئی

سه بار قهرمانی کمربند ایالات متحده دبلیودبلیوئی